# جنغا
جنغا هي قرية في مقاطعة خوانسار، إيران. في تعداد عام 2006، لوحظ وجودها، ولكن لم يتم الإبلاغ عن سكانها.